# Weißknievogelspinne
Die Weißknievogelspinne (Acanthoscurria geniculata), auch unter der Schreibweise Weißknie-Vogelspinne bekannt, ist eine bodenlebende Vogelspinnenart aus den brasilianischen Regenwäldern.
Tagsüber hält sie sich in der Sonne auf, manchmal auch in Unterschlüpfen wie Röhren.

## Aussehen und Körperbau
Die Körperbehaarung ist schwarz oder, wenn die letzte Häutung länger her ist, ausgeblichen braun. Der Carapax ist mit weißen Haaren gesäumt. Die Weibchen erreichen eine Körperlänge von 9 cm. Die Männchen sind kleiner und weniger intensiv gefärbt. Die Beine sind braun oder schwarz gefärbt, die Gelenke haben weiße Ringe. Auf Patella und Tibia sind zwei weiße Längsstreifen, auf der oberen Hälfte des Metatarsus ein Streifen. Auf dem Hinterleib ist eine rote Langbehaarung vorhanden.

## Verbreitung und Lebensraum
Die Art kommt in den tropischen Regenwäldern im Norden Brasiliens vor. Dort legt sie ihre Verstecke zwischen den Wurzeln von Bäumen oder an schattigen Stellen unter Felsblöcken an.

## Fortpflanzung
Die Weibchen beginnen ca. vier Monate nach erfolgter Paarung damit, einen Kokon zu bauen. Zuvor dichten sie ihren Höhleneingang komplett ab, indem sie die Öffnung mit Erde verkleinern und mit Spinnseide zuweben. Im Kokon können sich 1000 bis 2000 Eier befinden. Die geschlüpften Jungspinnen wachsen schnell heran und können im Terrarium bei guter Fütterung nach knapp zwei Jahren wiederum geschlechtsreif sein.

## Verhalten
Die Art hält sich tagsüber meistens im Freien auf. Sie ernährt sich von verschiedenen Insekten und ist weniger spezialisiert als andere Vogelspinnen.
Die Art zählt zu den Bombardierspinnen, die bei Gefahr ihre Brennhaare in Richtung ihres Angreifers schleudern. Kommen sie in den Hals oder die Augen, verursachen die Brennhaare ein starkes Jucken. Aggressive Exemplare der Spinne beißen alles, was sich bewegt.

## Galerie

Häutung
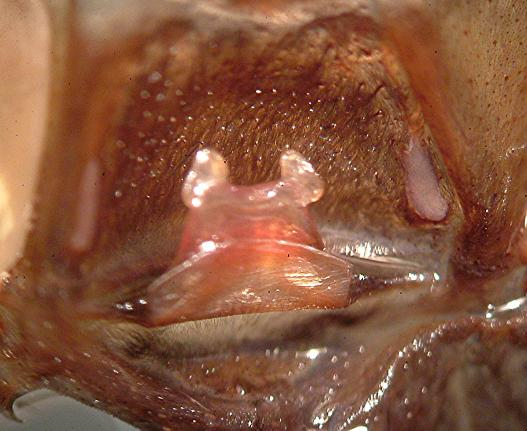
Spermathek
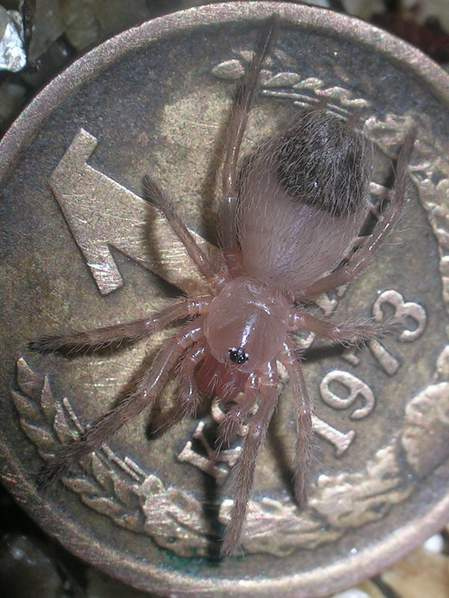
Jungtier im Größenvergleich
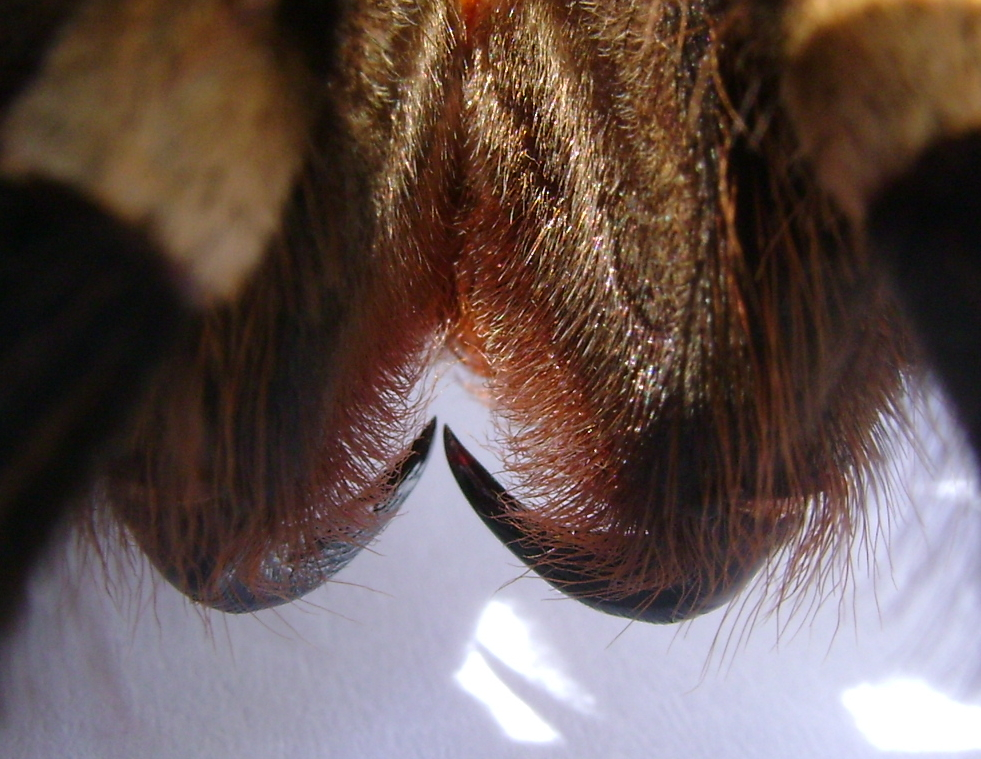
Cheliceren
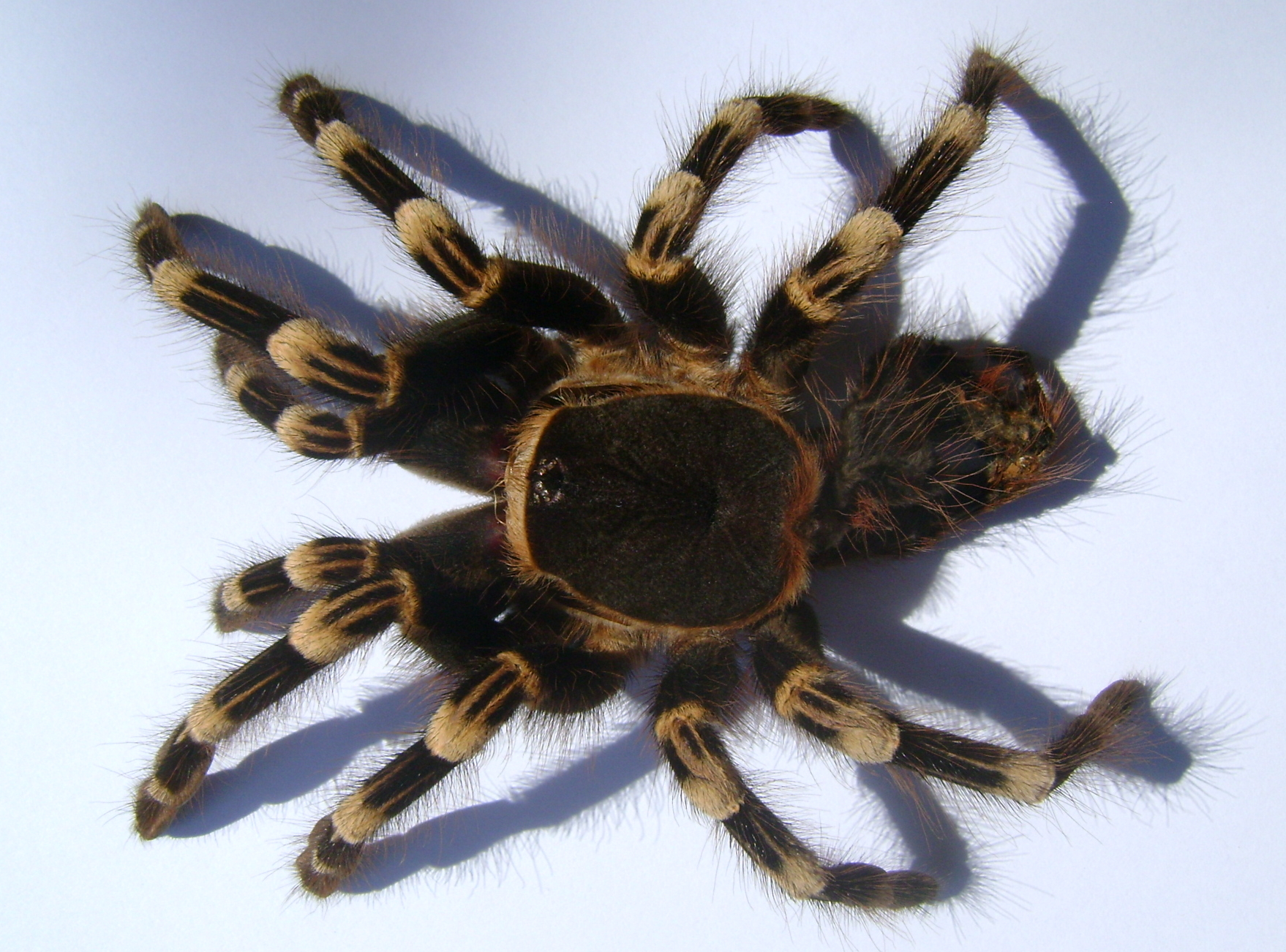
Exuvie
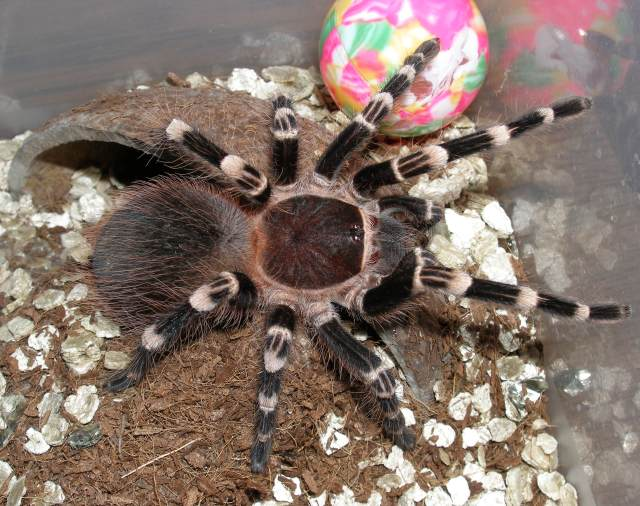
Sicht von oben.